# Samantha McIntosh (Reiterin, 1975)
Samantha „Sam“ McIntosh (* 30. September 1975 in Kawakawa) ist eine neuseeländische Springreiterin. Sie ritt mehrere Jahre lang im Sport für Bulgarien.

## Laufbahn
McIntosh wuchs als Tochter von Pferdezüchtern in Neuseeland auf. Ihre Mutter Penny Stevenson ist in Neuseeland eine bekannte Trainerin im Springreitsport. Sie verließ Neuseeland im Alter von 18 Jahren und arbeitete zunächst in der Schweiz. Hier war sie im Stall von Markus Fuchs, dann bei Beat Mändli tätig.
Gegen Ende des Jahres 1997 zog sie nach Aach. Hier war sie im Stall des ehemaligen Schweizer Springreiter Günter Orschel, der für Bulgarien reitet, tätig. Im Jahr 1999 wechselte sie ebenfalls die Nationalität und ritt seitdem ebenfalls für Bulgarien. Im selben Jahr war sie auch erstmals Teilnehmerin bei einem internationalen Championat, den Europameisterschaften in Hickstead. Im darauffolgenden Jahr nahm sie zusammen mit Orschel zudem an den Olympischen Spielen teil. Ihre zweite Olympiateilnahme 2004 entfiel, da sich ihr Pferd Allure kurz zuvor verletzte.
Im September 2008 wechselte McIntosh, nachdem sie bereits zuvor Aach verlassen hatte, erneut den Verband und ist nun wieder für Neuseeland im Sport aktiv. In Folge war sie, wie Katharina Offel, in Lohmar-Breidt ansässig. 2010 startete sie bei den Weltreiterspielen in Kentucky erstmals für ihre Heimat Neuseeland.
Nachdem sie ab 2010 in der belgischen Gemeinde Asse ansässig war, entschied sie sich Anfang 2011, zurück nach Neuseeland zu gehen. Hier wollte sie sich hauptsächlich jungen Pferden widmen. Ihre bisherigen Erfolgspferde verblieben bei ihren Sponsoren in Europa. Im Februar 2012 bestritt sie das Finale der neuseeländischen Weltcupliga und erreicht hier mit Witheze den siebenten Platz.
Nach drei Jahren in Neuseeland kehrte 2014 sie nach Europa zurück, wo sie auf der Reitanlage von Joëlle Cairaschi-Dagut in La Teste-de-Buch ansässig war. Im Rahmen eines CSI 1*-Turniers in Hagen a.T.W. wurde die Qualifikationsprüfung für Südostasien/Ozeanien für die Olympischen Sommerspiele 2016 durchgeführt – mit ihrem zweiten Platz gelang es McIntosh knapp nicht, einen Einzelstartplatz für Neuseeland zu sichern.
Nachdem sie zeitweilig wieder nach Neuseeland gezogen war, nahm Samantha McIntosh im April 2022 – zurück in Europa – eine Tätigkeit im Stall von Cian O’Connor auf.

## Pferde
- Loxley 38 (* 1995), brauner Holsteiner Wallach, Vater: Lennon, Muttervater: Landritter, von 2003 bis 2010 von Samantha McIntosh geritten[10]
- Lindberg des Hayettes (* 1999), fuchsfarbener Selle-Français-Hengst, Vater: Papillon Rouge, Muttervater: Aiglon Rouge; bis 2007 von Eric Lamaze geritten, 2008 von Marie Hecart geritten, von 2009 bis Anfang 2011 von Samantha McIntosh geritten[11]
- Allure (* 1995), ursprünglich Miss Kabala, später VDL Groep Allure, Bayerische Schimmelstute, Vater: Kabala, Muttervater: Aramis; bis April 2007 von Samantha McIntosh geritten, anschließend bis Mitte 2008 von Fritz Fervers geritten, dann bis Herbst 2009 von Kim Lüthi geritten, seit 2010 von Bernd Hofbauer geritten
- VDL Groep Calvaro Star (* 1995), dunkelbrauner Irischer Wallach, Vater: Cavalier, Muttervater: Diamond Chin; bis Mitte 2006 von Samantha McIntosh geritten, seitdem von Susanne Corneliussen und Marc Bettinger geritten[12]
- Equitta (* 1998), Zangersheider Fuchsstute, Vater: Edminton, Muttervater: Argentinus; bis 2006 von Ricardo Jurado geritten, von 2007 bis September 2008 von Samantha McIntosh geritten, seitdem von Ivelin Valev geritten[13]
- VDL Groep Powerfee (* 1997), heute Exquis Powerfee, brauner KWPN-Hengst, Vater: Fedor, Muttervater: Erdball; bis September 2007 von Samantha McIntosh geritten, seitdem von Harrie Smolders geritten[14]
- VDL Groep Fleche Rouge (* 1993), dunkelbraune Selle Français-Stute, Vater: Papillon Rouge, Muttervater: Kissovo; von Samantha McIntosh in den Sport gebracht, seither von Leopold van Asten geritten[3]
- Hildon Excellent (* 1993), brauner KWPN-Wallach, Vater: Uddel, Muttervater: Swap
- Royal Discovery (* 1991), brauner KWPN-Wallach, Vater: G.Ramiro Z, Muttervater: Nimmerdor

## Erfolge
Im November 2003 belegte McIntosh Rang 17 in der Weltrangliste. Im April 2011 befindet sie sich auf Rang 136 der Springreiter-Weltrangliste.

### Championate
für Bulgarien:
- Olympische Sommerspiele:
  - 2000, Sydney: mit Royal Discovery 13. Platz mit der Mannschaft und 34. Platz in der Einzelwertung
- Weltreiterspiele:
  - 2002, Jerez de la Frontera: mit Fleche Rouge 11. Platz in der Einzelwertung
  - 2006, Aachen: mit Loxley 17. Platz in der Einzelwertung
- Europameisterschaften:
  - 1999, Hickstead: mit Sport 10. Platz mit der Mannschaft und 43. Platz in der Einzelwertung
  - 2001, Arnheim: mit Excellent 51. Platz in der Einzelwertung
  - 2003, Donaueschingen: mit Fleche Rouge 11. Platz mit der Mannschaft und 13. Platz in der Einzelwertung
  - 2005, San Patrignano: mit Loxley 49. Platz in der Einzelwertung
  - 2007, Mannheim: mit Powerfee 16. Platz mit der Mannschaft und 30. Platz in der Einzelwertung

für Neuseeland:
- Weltreiterspiele:
  - 2010, Lexington KY: mit Loxley 21. Platz mit der Mannschaft und 60. Platz in der Einzelwertung.

### Weitere Erfolge (ab 2003)
- 2003: 1. Platz im Großen Preis von Valkenswaard, 4. Platz im Großen Preis von Hannover, 7. Platz in der Riders-Tour-Gesamtwertung
- 2004: 3. Platz im Abschluss-Großen Preis der Sunshine Tour, Vejer de la Frontera mit Calvaro Star, 5. Platz im Großen Preis von Sofia (CSIO 4*-W) mit Calvaro Star, 2. Platz im Großen Preis von Tschernjachowsk (CSI 4*) mit Calvaro Star sowie mit der bulgarischen Mannschaft 1. Platz im Nationenpreis von Sofia (CSIO 4*-W) mit Calvaro Star
- 2005: 4. Platz im Großen Preis von Neumünster (CSI 3*) mit Loxley, 4. Platz im Großen Preis von Neuendorf (CSI 4*) mit Loxley, 4. Platz im Großen Preis von La Coruña (CSI 4*) mit Loxley
- 2006: 2. Platz im Großen Preis eines CSI 5* in Wellington FL mit Loxley, 5. Platz im Großen Preis von Valkenswaard (CSI 5*) mit Loxley, 2. Platz im Großen Preis von Stockholm (CSI 3*) mit Loxley
- 2007: 2. Platz im Weltcupspringen von Albena (CSI 2*-W) mit Equitta, 3. Platz im Großen Preis von Sofia (CSIO 4*-W) mit Equitta, 3. Platz im Großen Preis von Athen (CSIO 4*-W) mit Equitta sowie mit der bulgarischen Mannschaft 1. Platz im Nationenpreis von Sofia (CSIO 4*-W) mit Equitta und 1. Platz im Nationenpreis von Athen (CSIO 4*-W) mit Equitta
- 2008: 2. Platz im Großen Preis von Aach (CSI 3*) mit Loxley, 1. Platz im Weltcupspringen von Albena (CSI 3*-W) mit Equitta
- 2009: 2. Platz im Großen Preis eines CSI 3* und 4. Platz im Großen Preis des CSI 4* der  Sunshine Tour, Vejer de la Frontera; 1. Platz im Großen Preis von Béthune (CSI 3*) mit Loxley, 2. Platz im Großen Preis von Wien (CSI 4*) mit Loxley, 5. Platz im Großen Preis von Maastricht (CSI 4*) mit Loxley
- 2010: 6. Platz im Großen Preis von Amsterdam (CSI 4*) mit Loxley, 2. Platz in Aach (CSI 2*) mit Lindberg des Hayettes, 2. Platz im Großen Preis von San Patrignano (CSI 5*) mit Loxley, 2. Platz im Großen Preis von Wierden (CSI 2*) mit Lindberg des Hayettes
- 2013: 3. Platz im Weltcupspringen von Waitemata (CSI 1*-W) mit Claire, 3. Platz im Weltcupspringen von Gatton (Queensland, CSI 1*-W) mit Estina, 3. Platz im Weltcupspringen von Kihikihi (CSI 1*-W) mit Estina, 1. Platz im Weltcupspringen von Feilding (CSI 1*-W) mit Estina, 1. und 2. Platz im Weltcupspringen von Taupo (CSI 1*-W) mit Estina und Argento
- 2014: 3. Platz im Weltcupspringen von Dannevirke (CSI 1*-W) mit Argento, 2. Platz im Finale der neuseeländischen Weltcupliga (CSI 1*-W Waitemata) mit Estina
- 2015. 2. Platz in der Qualifikationsprüfung Südostasien/Ozeanien für die Olympischen Sommerspiele 2016 (CSI 1* Hagen a.T.W.) mit Estina

(Stand: 30. April 2016)